# Haim Alexander
Haim Alexander (nombre de nacimiento, Heinz Alexander; en hebreo: חיים אלכסנדר), (Berlín, 9 de agosto de 1915 – Jerusalén, 18 de marzo de 2012) fue un compositor, pianista y profesor de música hebreo de nacionalidad alemana. Se le reconoce como uno de los fundadores de la Academia de Música de Jerusalén (posteriormente la Jerusalem Academy of Music and Dance)

## Biografía
Haim Alexander nace en Berlín el 9 de agosto de 1915. Comenzó desde pequeño sus estudios musicales en la capital alemana, aprendiendo a tocar al piano en el Conservatorio Stern de Berlín y participando de la coral infantil de la Escuela Superior de Música de Berlín (Hochschule für Musik). Sus estudios se vieron truncados por culpa de la persecución nazi y en 1936 emigra a Palestina.
A los 21 años continua estudiando, ahora con Stefan Wolpe como maestro de composición y Irma Wolpe-Schoenberg e Ilona Vince-Kraus como profesores de piano. Para ganarse la vida, durante esos años trabaja como pianista de jazz en un café de Jerusalén, revelándose como excelente improvisador.
Finalizada su etapa de formación, Haim Alexander dedicó toda su vida a la docencia musical. Fue uno de los fundadores de la Academia de Música de Jerusalén (actualmente, la Jersualem Academy of Music and Dance) y allí fue maestro de composición, piano, improvisación y teoría. También impartió lecciones en los departamentos de musicología en la Universidad de Tel-Aviv, en la Universidad Hebrea de Jerusalén, en el Instituto Jaques-Dalcroze de Ginebra y en la Universidad de Nueva York.
Haim Alexander participó durante la década de los 50 de los seminarios de vanguardia realizados a Darmstadt, hecho que influenció notablemente en su estilo compositivo.
Finalmente, el compositor murió el 18 de marzo de 2012 en Jerusalén, ciudad donde había desarrollado la mayor parte de su carrera y con el que dedicó diversas obras.

## La música de Haim Alexandre[3]
La música de Haim Alexandre se caracterizó por una alta eclecticismo, combinando una gran cantidad de estilos y estéticas diferentes. Su obra incluye desde un estilo postromántico cargado de cromatismos (Variations, 1947) a piezas de carácter folklórico inspiradas en la música de Oriente Próximo  (Seis danzas israelís, 1949-1951), pasando por muchos otros estilos como pueden ser el dodecafónico y serial - especialmente después del curso en Darmstadt - (Merubaim, Rubayat, 1963 y Tavniot, 1973), el estilo propio de las danzas arábigas (Nabut, 1971), el neoclasicismO (Piano Concerto, 1982) y el expresionismo atonal (Shirei Ahavah ve'Tzippia, 1985).
Además, en 1971 fue comisionado para el National Sound Archives de Jerusalén para transcribir piezas tradicionales judías, que arregló e instrumentalizó al estilo del Gebrauchsmusik, la música utilitaria.
Haim Alexander fue uno de los muchos compositores judíos forzados a emigrar durante el Tercer Reich y la Segunda Guerra Mundial que se tuvieron que enfrentar a la tensión de generar una música de carácter nacional para Israel sin abandonar la herencia musical de la cultura Europea occidental. Es por eso que en su obra – que incluye obras orquestales, de cámara, para piano, coral y canciones populares – encontramos muchas veces la conjunción de música popular con el tratamiento propio de la música ‘culta’ europea del siglo XX.

## Enlaces
- The National Library of Israel
- Oxford Music Online - Grove Music Online. [Accés Restringit]